# Євген Завалинський
Євге́н-Мар’я́н Завали́нський (нар. 15 серпня 1911, Львів — пом. 17 липня 1993, Мельбурн) — український орієнталіст, тюрколог, арабіст, іраніст, громадський та церковний діяч Австралії. Учень Владислава Котвича та Зигмунда Смоґожевського. Доктор Львівського університету. Співробітник Інституту орієнтальних живих мов. Член Польського сходознавчого товариства, дійсний член Наукового товариства імені Шевченка.
Як дослідник, Завалинський одним із перших порушив питання тюрксько-українських взаємин пізнього середньовіччя та раннього модерного часу. Разом з Омеляном Пріцаком уособлював український осередок сходознавчої науки Львова 1930-х — початку 1940-х років. 

## Життєпис

### Юнацькі роки
Народився в міщанській родині монтера телеграфних ліній Климентія Завалинського та домогосподарки Софії Кос у Львові. На той час родина проживала на площі Святого Антонія, 11. Євгена-Мар’яна Завалинського 20 серпня 1911 року охрестили в церкві Успіння Пресвятої Богородиці. Почав навчання 1921 року в державній гімназії Нового Сонча. З третього класу перевівся до Української державної гімназії Перемишля, а згодом — до Академічної гімназії у Львові. У школі Завалинський був політично активним. 1 листопада 1928 року став співорганізатором підняття українського прапора на Львівському університеті. Під час державних урочистостей на день народження Юзефа Пілсудського 19 березня 1929 року разом з товаришем Омеляном Антоновичем здійснив хуліганський акт, кинув скляну пляшечку з сірчаною сполукою в будівлю гімназії, за що був виключений із навчального закладу. За сприянням директора Миколи Сабата його поновили в академічній філії гімназії, і 5 червня 1929 року він склав атестат зрілості У юнацькі роки також належав до скаутської організації «Пласт» (гурток «Сизокрилі Вірли» 51-го куреня імені князя Святослава Хороброго).

### Львівський університет

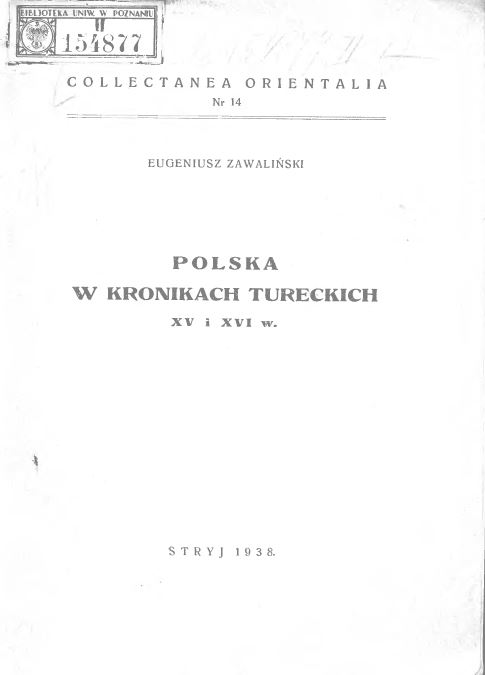
Обкладинка роботи Євгена Завалинського Polska w kronikach tureckich XV i XVI w. Стрий, 1938 рік

Після складання атестату зрілості Євгена Завалинського 11 грудня 1929 року було зараховано до львівського Університету Яна Казимира на гуманістичний факультет зі спеціалізацією в сходознавстві. У першій третині XX століття Львів став важливим центром сходознавчих досліджень. Науковці, об'єднані в товаристві сходознавців, здійснювали самостійні наукові дослідження, розробляли оригінальні сходознавчі проблеми та займалися популяризацією здобутих результатів. Завалинський вивчав арабістику та тюркологію під керівництвом професора Зигмунда Смоґожевського, а після його смерті — під керівництвом Владислава Котвича. Свою спеціалізацію здобував на кафедрі історії та філології мусульманського Сходу, згодом — на кафедрі Далекого Сходу. Серед його викладачів були також Казимир Айдукевич, Казимир Твардовський, Мстислав Вартенберг, Людвік Ерліх, Станіслав Закшевський, Константій Хилінський, Адам Шельонґовський, Ян Птасник, Єжи Курилович, Могаммед Садик-бей Агабек-заде, Ґорка і Казимир Зашкевський та інші. Під час навчання в університеті особливу увагу приділяв вивченню арабської та турецької мов, читанню та інтерпретації східних джерел. Завалинський став єдиним студентом, який склав іспит з усної та описової граматики перської мови на найвищу оцінку. Магістерську роботу присвятив темі «Облога Азова у 1695 р.», яку захистив на відмінно. За рішенням Ради факультету 28 червня 1933 року йому було надано звання магістра тюркології (диплом №872) Львівського університету.

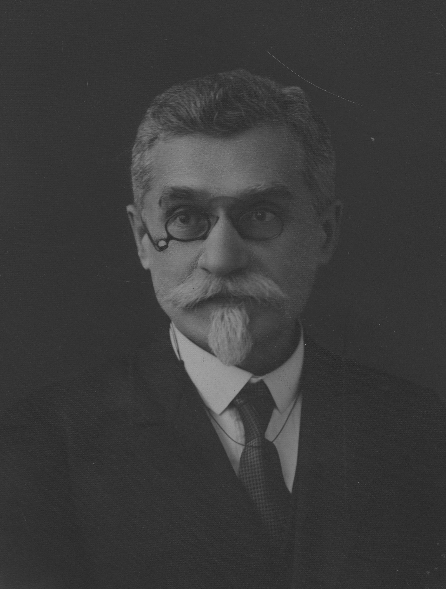
Науковий керівник Євгена Завалинського Владислав Котвич

Євген Завалинський продовжив навчання в докторантурі Львівського університету під керівництвом Владислава Котвича. Його дисертація мала назву «Польща в турецьких хроніках XV і XVI ст.». За рекомендацією Котвича він отримав міністерську стипендію та паралельно займався журналістикою. Захист дисертації розпочався у травні 1935 року. Головним референтом виступив Владислав Котвич, а кореферентом — Стефан Стасяк, якого згодом замінили на Еміля Модельського. Додатковий предмет (арабську мову) оцінював Алекса Клявек. Після серії іспитів і екзаменів Рада факультету затвердила його науковий ступінь 29 січня 1936 року, а Сенат університету схвалив це рішення 17 лютого. Промоція відбулася 15 червня 1936 року. 
Свою роботу Завалинський опублікував у Стрию, де постійно проживав, у серії Collectanea Orientalia за сприяння свого наукового керівника Котвича. Паралельно він писав сходознавчі статті для краківського видання Kurier Literacko-Naukowy. Він пропонував свої статті також виданням Осипа Назарука, але отримав відмову щодо співпраці. У 1939 році його дисертація отримала позитивну оцінку від Бертольда Шпулера. Проте після захисту університетської роботи Завалинський через українську національність або відсутність вакансій не отримав ані викладацької, ані наукової посади в університеті.
Продовжуючи наукові дослідження самостійно, Завалинський отримав стипендію Національного фонду культури імені Юзефа Пілсудського. Завдяки цій стипендії він мав змогу працювати над турецькими та татарськими джерелами в архівах Кракова та Варшави. Пошуки джерел для оглядової статті з турецьких і татарських матеріалів у Бібліотеці Чарторийських були успішними. Після апробації Тадеушем Ковальским, вона була завершена у лютому 1939 року та опублікована в Rocznik Orientalistyczny. Завдяки Ковальському Завалинський розширив коло наукових знайомств, зокрема, познайомився зі Станіславом Котом та Яном Домбровським. Згодом Завалинський подав заявку на стипендію-стажування в Угорщину та Туреччину для продовження джерелознавчих пошуків. У 1939 році його обрали дійсним членом Польського сходознавчого товариства, Завалинським став єдиним українцем у цій науковій організації. Завершити свої наукові плани йому завадила Друга світова війна, яку він зустрів у Варшаві. Завалинський повернувся до дому в Стрий.
У жовтні 1939 року він став учителем Стрийської середньої школи №3, а з 23 листопада — завідувачем навчальної частини цього закладу. Після реорганізації Львівського університету сходознавча спеціалізація була скорочена до кафедри філологічного факультету, яку очолив Стефан Стасяк. 11 січня 1941 року Євгена Завалинського призначили доцентом цієї кафедри. На роботі у нього склалися непрості взаємини з колегами через велике педагогічне навантаження (33 години на тиждень). Часом він зривався на них і забороняв брати книжки із загальностудентської читальні. Дослідник запланував до друку в «Записках філологічного факультету Львівського державного університету» статтю під назвою «Що можуть дати українській історіографії турецькі джерела». Ймовірно, ця праця збереглася в архіві Омеляна Пріцака під назвою «Що дасть туркологія українській історії». 
У березні 1941 року він успішно пройшов переатестацію викладача і провів зустріч у Львові з Агатангелом Кримським, з яким підтримував листування про плани переїзду до Києва та написання докторської дисертації під його керівництвом. Незабаром Завалинський отримав пропозицію роботи у Львівському філіалі Інституту історії України АН УРСР. Історик Іван Крип’якевич надав йому схвальну характеристику як фахівцю-сходознавцю, прагнучи, ймовірно, підсилити науковий супровід Омеляна Пріцака з боку досвідченого орієнталіста. Однак керівник Інституту історії Сергій Бєлоусов формально відхилив пропозицію Крип’якевича з причини необхідності налагодження наукової роботи дослідників із Києва.

### Друга світова війна
За німецької окупації Львова в 1941 році університет, де працював Євген Завалинський, був закритий. Він почав працювати в Управі міста Львова. З 1 грудня 1941 року Завалинський став директором початкової школи в селі Дубаневичі, але вже 28 лютого 1942 року його звільнили з посади позаштатного вчителя. Він перебував у закордонних відрядженнях у Німеччині, виконуючи завдання Івана Крип'якевича для Кабінету історії України Історичної секції НТШ. Упродовж війни листується з такими вченими, як Омелян Пріцак, Ґеорг Ґраф, Ріхард Гартман, Іван Лисяк-Рудницький.
Після повернення з Берліна 5 серпня 1942 року Завалинський одружився з Софією Мурською, донькою Володимира Мурського та Софії Вольської, яка навчалася в Парижі та у французькій школі в Туреччині. Її батько був представником Уряду Української республіки у Туреччині. Софія володіла французькою і турецькою мовами, публікувала популярні нариси про Туреччину. Під час перебування Завалинського в Німеччині дружина проживала в Дубаневичах. Навесні 1943 року сходознавець повернувся до Львова. 18 січня 1944 року в родині народився син Володимир.
У червні 1944 року дружина Завалинського разом із сином та його матір'ю намагалися переїхати до Франції, в Париж. Завалинський на той час, ймовірно, перебував у таборі для переміщених осіб у Траунштайні, але зрештою знайшов свою родину в таборі в Мангаймі. Лише 16 червня 1946 року вони виїхали до Франції та оселилися в Сен-Дені.
Спершу Завалинський працював на заводі штучних добрив, згодом — на електротехнічній фабриці з виготовлення помп. Паралельно він писав статті під псевдонімом «М. Зелинський» для журналу «Соборна Україна», що видавався під редакцією Ілька Борщака. У 1948 році Завалинський почав навчання в Національній школі живих східних мов у Парижі зі спеціалізацією в тюркології. 5 серпня 1948 року він підтвердив свій диплом тюрколога. Пошук наукових контактів у повоєнній Європі привів його до співпраці з Науковим товариством Шевченка у Мюнхені. 29 березня 1950 року його обрали звичайним членом товариства. Несприятливі дослідницькі та матеріальні умови змусили Завалинського та його родину подати документи до організації у справах біженців, і в грудні 1950 року вони вирушили до Австралії.

### Австралійський період
Родина Завалинських прибула до Мельбурна 22 січня 1951 року. Їх тимчасово поселили у військовому таборі Бонегілла, де Євген Завалинський працював на збиранні винограду, а потім на різних робочих посадах в електрокомунікаціях. Згодом Завалинські ненадовго оселилися в таборі Беналла. Першу власну ділянку Завалинський придбав на західному передмісті Мельбурна, у Сент-Албансі, а в 1956 році переселився до східного передмістя в Рінгвуді. Паралельно він працював на прокладанні електромереж, виготовляв електричні ізолятори, ремонтував залізничні вагони та працював на головній пошті, сортувавши листи, де пропрацював до виходу на пенсію.
У 1951 та 1955 роках він намагався вступити до Мельбурнського університету, але отримав відмову, оскільки тюркологія не була серед пріоритетних напрямків досліджень університету. У 1963 році він подав заявку на посаду лектора з арабістики, але знову отримав відмову. Австралійські вищі школи неприязно ставилися до приїжджих науковців, що обумовлювалося фінансовими обмеженнями. Перевага надавалася технічним і природничим наукам. Водночас він зачитував доповіді українській громаді на ювілейних заходах і конференціях. 21 січня 1975 року Євгена Завалинського обрали дійсним членом НТШ. Він був одним із чотирьох дійсних членів цієї організації в Австралії. У другій половині 1970-х — 1980-х років через проблеми зі здоров’ям він обмежив свою активну участь у житті української громади Австралії.
Євген Завалинський помер у шпиталі 17 липня 1993 року після тривалої хвороби. Поховали його в українській частині цвинтаря Фавкнер у Мельбурні.

## Громадська діяльність

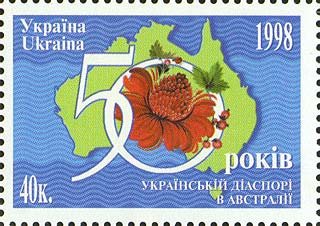
Поштова марка України 1998 року, присвячена 50-річчю української діаспори в Австралії

У 1957 по 1965 роки Євген Завалинський керував Українською братською школою імені митрополита Андрея Шептицького в Мельбурні. Це була одна з найбільших українських громадських шкіл в Австралії. Він активно працював над розвитком греко-католицької громади Мельбурна, редагував часопис «Церква і життя» та підтримував солідарність з ув'язненими діячами української церкви в СРСР. Організовував крайовий осередок Українського християнського руху в Австралії. 3 жовтня 1965 року в рамках маніфестації української громади Мельбурна на захист українців та їхньої культури провів виступ із доповіддю на тему «Переслідування українських церков в Україні».
Продовжував також дописувати до часопису «Вільна думка». Був членом дирекції кооперативного руху «Дністер» у 1966—1967 роках та торгової кооперативи «Поступ» у 1968—1969 роках. Один із восьми звичайних членів НТШ в Австралії. 19 грудня 1964 року Завалинський увійшов до складу керівництва організації. У 1968 році став заступником осередку у Вікторії та допомагав створювати осередок в Аделаїді. Автор статей і один із редакторів книги «Українці Австралії» (1966).

## Наукова діяльність
Євген Завалинський, як дослідник тюркології, був єдиним представником львівської сходознавчої школи в Австралії. Дослідник добре володів українською, польською, російською, турецькою, німецькою, арабською, французькою, слабше — англійською та перською мовами. Він фахово вивчав польсько-турецькі та українсько-турецькі взаємини, опанував джерелознавчу методику роботи з джерелами та спеціалізувався в орієнталістиці. Завалинський був учнем арабіста Зигмунда Смоґожевського та тюрколога Владислава Котвича. Він отримав високу оцінку від Агатангела Кримського та Омеляна Пріцака; зокрема, Пріцак вважав Завалинського своїм наставником, який допоміг йому навчатися в Берлінському університеті під час війни. 
У своїй науковій діяльності Завалинський намагався відшукати приватні архіви Львова, Кракова, Варшави та Берліна й описати знайдені матеріали. Він також займався науково-популярними виданнями, щоб підвищити інтерес суспільства до тюркології в Польщі. Завалинський одним із перших порушив питання українсько-турецьких та українсько-татарських взаємин пізнього середньовіччя й раннього модерного часу, залучаючи ханські матеріали та раніше не використані турецькі хроніки. У своїх роботах він подавав нові для публікацій відомості про Україну та Польщу XV-XVIII століть османського походження, описував і характеризував тюркомовні писемні пам'ятки в рукописних збірках.
Через життєві обставини Завалинський не зміг повною мірою реалізувати свій потенціал як фахівець.

## Наукові публікації
Автор понад 12 студій з тюркології та орієнталістики. Окремо писав на загальнопопулярні тематики української історії, біографістики, церковного минулого та питань історії діаспори. Серед робіт відокремлюють наступні:
- Polska w kronikach tureckich XV i XVI w. Zakład Nauk Orientalistycznych Uniwersytetu Jana Kazimierza we Lwowie. Stryj. 1938
- Zbiory tureckich dokumentów w bibliotece Czartoryskich w Krakowie Rocznik Orientalistyczny, T. 14, (1938), wyd. 1939
- Teorja języka słonecznego. Czy język polski pochodzi od tureckiego? 1937
- Literatura bez alfabetu, 1937
- Lwowianin — pierwszym tłumaczem Pisma Świętego na język turecki, 1938
- Nowa prawda o Warneńczyku Złodzieje w muzeum, 1938
- Polacy krzewicielami malarstwa w Turcji, 1938
- Польща заборолом культури, 2013
- Rola Osmanów w dziejach kultury, 2022
- Що дасть туркологія українській історії? 1940 (2022)
- Турецькі джерела до історії України, 1947